# Billawar

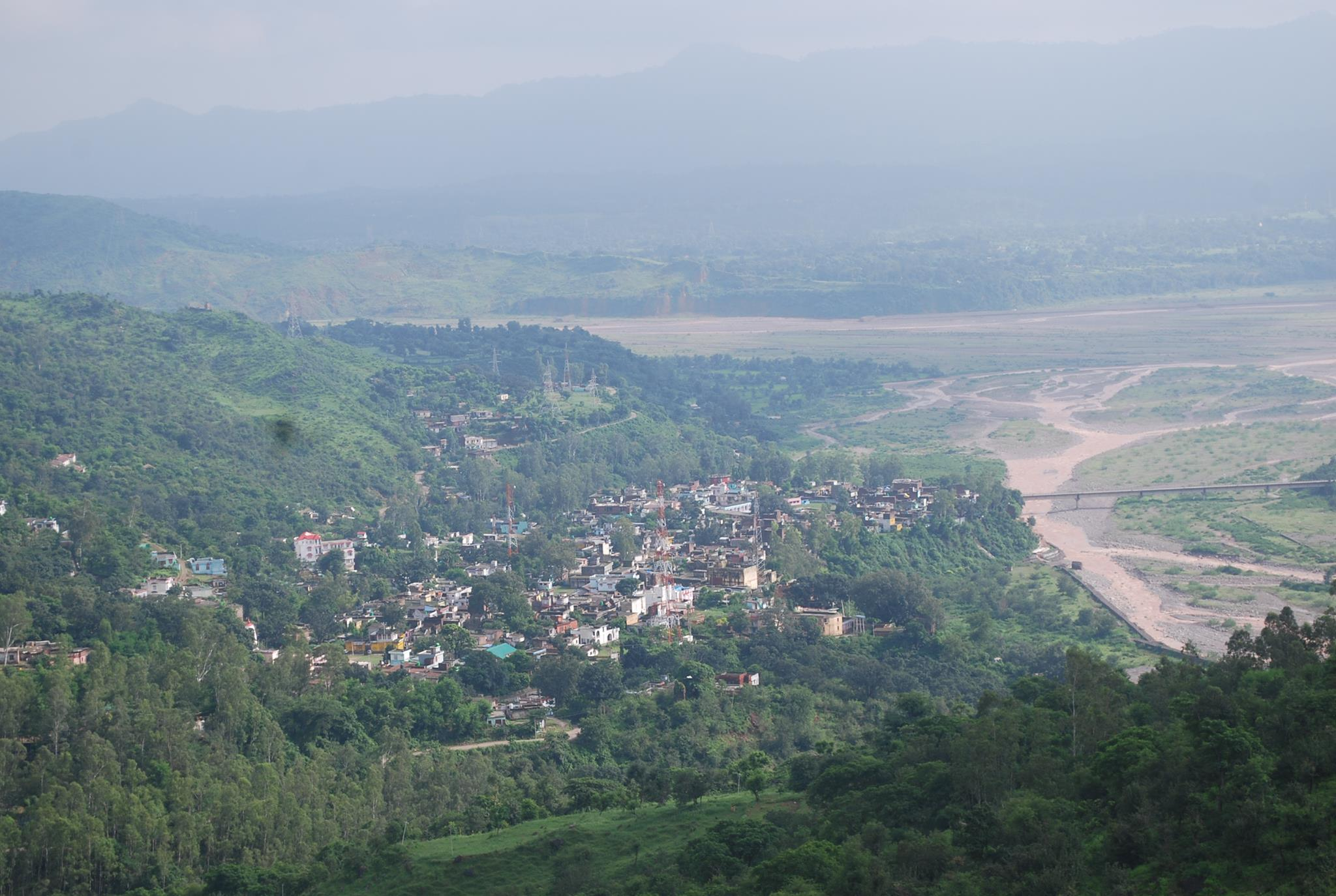
Cidade de Billawar

Billawar é uma cidade e uma notified area committee no distrito de Kathua, no estado indiano de Jammu & Kashmir.

## Demografia
Segundo o censo de 2001, Billawar tinha uma população de 4905 habitantes. Os indivíduos do sexo masculino constituem 57% da população e os do sexo feminino 43%. Billawar tem uma taxa de literacia de 70%, superior à média nacional de 59,5%; a literacia no sexo masculino é de 78% e no sexo feminino é de 58%. 12% da população está abaixo dos 6 anos de idade.